# Spring Hill (Indiana)
Spring Hill és una població dels Estats Units a l'estat d'Indiana. Segons el cens del 2000 tenia 97 habitants.

## Demografia
Segons el cens del 2000, Spring Hill tenia 97 habitants, 55 habitatges, i 28 famílies. La densitat de població era de 340,5 habitants/km².
Dels 55 habitatges en un 3,6% hi vivien nens de menys de 18 anys, en un 52,7% hi vivien parelles casades, en un 0% dones solteres, i en un 47,3% no eren unitats familiars. En el 36,4% dels habitatges hi vivien persones soles el 10,9% de les quals corresponia a persones de 65 anys o més que vivien soles. El nombre mitjà de persones vivint en cada habitatge era d'1,76 i el nombre mitjà de persones que vivien en cada família era de 2,21.
Per edats la població es repartia de la següent manera: un 5,2% tenia menys de 18 anys, un 2,1% entre 18 i 24, un 13,4% entre 25 i 44, un 47,4% de 45 a 60 i un 32% 65 anys o més.
L'edat mediana era de 58 anys. Per cada 100 dones de 18 o més anys hi havia 95,7 homes.
La renda mediana per habitatge era de 103.337 $ i la renda mediana per família de 107.033 $. Els homes tenien una renda mediana de 44.063 $ mentre que les dones 55.000 $. La renda per capita de la població era de 77.390 $. Cap de les famílies i el 10,4% de la població estaven per davall del llindar de pobresa.

## Poblacions més properes
El següent diagrama mostra les poblacions més properes.